# Hermanos Calatrava
Manuel García Lozano (1939) (Manolo) y Francisco García Lozano (1942) (Paco), conocidos artísticamente como Hermanos Calatrava, (nacidos en Villanueva de la Serena, Badajoz) son dos humoristas, parodistas y cantantes españoles.

## Inicios
Nacidos en Extremadura, su primera actuación fue en 1952 en Badajoz, en la cadena SER de Radio Extremadura, en un programa de difusión nacional conducido por Bobby Deglané. Trasladados al barrio de La Torrassa de Hospitalet de Llobregat, empezaron haciendo actuaciones en el club Pimpinela a partir de 1955 y hasta el año 1980. El nombre de Hermanos Calatrava proviene del segundo apellido de su padre. En Barcelona participaron en un programa de Radio Barcelona llamado La comarca nos visita.
Empezaron siendo un dúo musical serio, pero debido a una afonía de Paco durante una actuación, provocó la risa entre el público asistente, y un giro en sus carreras.
Paco Calatrava, conocido como "el feo", es especialmente recordado por sus interpretaciones del cantante Mick Jagger que debido a su parecido físico ha llegado a pasar por el auténtico. En contraposición Manolo Calatrava, que normalmente tiene el papel de cantante serio en sus actuaciones, fue primeramente conocido como "el guapo" y a posteriori como "el menos feo".

## Espectáculos
- 1971. El Show de los Hermanos Calatrava. Representada en el teatro Español de Barcelona.
- 1982. Pelotazo 82. Estrenada en el teatro Victoria de Barcelona.
- 1995. La creación. Representada en el teatro Arnau de Barcelona.

## Filmografía
Han protagonizado las siguientes películas:
- 1972. Horror Story de Manuel Esteba
- 1973. Los Kalatrava contra el Imperio del Karate
- 1973. Que cosas tiene el amor
- 1974. El último proceso en París. José A. Canalejas
- 1975. Los hijos de Scaramouche. Director: George Martin
- 1977. Makarras Conexion. Director: Hermanos Calatrava
- 1976. El In... moral. Director: José A. Canalejas
- 1983. El E.T.E. y el Oto. Director: Manuel Esteba
- 2008. ¡Soy un pelele!. (actor Francisco Calatrava) Director: Hernán Migoya

## Discografía
- 1968. " Llorona","La fiesta no es para feos","Mañana,mañana","Ayer tuve un sueño" (45 rpm Vergara-10.053-C)
- 1968. Honey, Los ejes de mi carreta, Bravo, Angelitos negros (45 rpm. Vergara)
- 1968. Aleluya, Cariño trianero, Vino una ola, El ángel de la guarda (45 rpm. Vergara).
- 1969. O quizá simplemente te regale una rosa, Somos novios, Mama, No (45 rpm. Vergara).
- 1970. Los Hermanos Calatrava cantan en español. Conté: ¿De tu novia qué?, Campanera, Ay la que se lué liá, La niña de fuego, La hija de Juan Simón, El farolero, La tarara, Trigo limpio, Y viva España, Mahoma'0', Domingueros(33 rpm. Belter)
- 1976. Soleado. Conté: Soleado, Mahoma, El farolero, Volver, volver, Trigo limpio, La hija de Juan Simón, Marcho lejos, El teléfono llora, Bella sin alma, La niña de fuego (33 rpm. Ediciones sonoras)
- 1977. Lo Mejor de los Hermanos Calatrava. Conté: Volver, volver, Soleado, Y viva España, Bella sin alma, El teléfono llora, La hija de Juan Simón, La niña de fuego, Gigi l'amoroso (33 rpm. Ediciones sonoras)
- 1978. Canciones infantiles para adultos, El bingo (45 rpm. Belter)
- 1978. Cuentos phonográficos. Conté: Cuento nochi, Caperucita roja, Blancanieves, La Cenicienta (33 rpm. Belter)
- 1993. La Isla Merengue y la Isla Culé (Casset. Divucsa)
- 2001. Ay, coño! me comí una vaca loca y otros éxitos. Conté: Ay, coño! me comí una vaca loca, 120-150-200 km/h, No, Vino una ola, No soy de aquí, Di papá, Aleluya, Parole, parole, Aquí, La fiebre porcina (CD. K Industrial Cultural)
- Aleluya nº 2, Limón limonero, La fiesta, La paloma (Vergara)
- Las berreaciones de Pascoan, El peluquero Ye ye, Un payaso en el paraíso, Ansias de vivir (Vergara).
- La burra de Yon Toñin (II Festival de la Canción Infantil de TVE) (Vergara)
- Llorona La fiesta no es para feos, Mañana, mañana, Ayer tuve un sueño (Vergara)
- Ay la que se pué liá, ¿De tu novia qué...?
- Bella sin alma, El teléfono llora
- El juglar, Calla (Ariola)
- La corrida, Cuéntame (Belter)
- Érase una vez...el hombre (Versión muy original) (Belter)
- 120...150...200 km/ hora, El garrotín (Ariola)
- Boys, boys, boys